# Antoine-François Fourcroy
Antoine François Fourcroy ou de Fourcroy, né le 15 juin 1755 à Paris et mort le 16 décembre 1809 à Paris, est un médecin et chimiste français. Collaborateur d'Antoine Lavoisier, il fut l’apôtre et l’historien de la Révolution chimique. Homme politique, il fut nommé par Napoléon Bonaparte au Conseil d'Etat en 1799 et à la Direction générale de l'Instruction publique en 1802.

## Biographie
Issu d'une branche d'une vieille famille boulonnaise ayant perdu sa qualité nobiliaire quand son aïeul devint épicier, Fourcroy est le fils d'un apothicaire de la maison du duc d'Orléans ; il perd sa mère, Jeanne Laugier, alors qu'il n'a que sept ans. Des difficultés financières dans le commerce de son père l'obligent à quitter le collège d'Harcourt en 1770. Il travaille alors comme « gratte-papier » chez un commis du Sceau et apprend à écrire à des enfants. Il fait des études de médecine auprès de l'anatomiste Félix Vicq d'Azyr (1748-1794), dont il est chargé de répéter le cours dès 1776. Alors qu’il n’est encore qu’étudiant, Fourcroy est « chargé du soin des livres » à la Société royale de médecine, et c’est dans ce cadre qu’il est amené, en 1776, à l’âge de vingt et un ans, à traduire en français le célèbre ouvrage de l’italien Bernardino Ramazzini sur les maladies professionnelles en le complétant de nombreuses notes, proposant même une nouvelle classification de ce type de pathologies. Malheureusement pour Fourcroy, à l'époque où il dut passer sa licence et son doctorat, la faculté de médecine de Paris était en pleine querelle avec la toute nouvelle Société royale de médecine dont Vicq d'Azyr était le secrétaire perpétuel. Les liens de Fourcroy avec cette société furent pour lui la source de nombreux obstacles. Malgré ces difficultés et grâce à l’aide financière de la Société de médecine, Antoine-François obtient son titre de Docteur le 28 septembre 1780. Mais, sa nomination comme associé libre de la Société Royale de Médecine le mardi 10 octobre 1780, conduit la Faculté à lui refuser la régence qui lui aurait permis d'enseigner en son sein. A compter du 15 novembre 1780, Fourcroy débute des cours d’histoire naturelle et de chimie dans son laboratoire, parvis Notre-Dame. En 1782, il publie un ouvrage en deux volumes  pour en faciliter le suivi :  Leçons élémentaires d'histoire naturelle et de chimie. En 1783, il est nommé à son premier poste d’enseignant, à la chaire de chimie du règne animal à l’Ecole Royale Vétérinaire d’Alfort.
Antoine Fourcroy gravit peu à peu les échelons de la hiérarchie intellectuelle : il est remarqué par le chimiste Jean-Baptiste Bucquet (1746-1780), professeur de chimie à la faculté de médecine de Paris, et assiste aux cours de ce dernier. En 1784, il est choisi pour succéder à Pierre Joseph Macquer (1718-1784) à la chaire de chimie au Jardin du Roi, soutenu par Buffon qui le préfère à Berthollet. Ses cours lui valent une grande renommée.
En 1783, il devient membre de la Société d'Agriculture et collabore à l'Encyclopédie méthodique. En 1787, il devient associé chimiste à l'Académie des sciences et membre de la Société linnéenne de Paris.
Avec Berthollet, il est l'un des premiers à se convertir aux vues d'Antoine Lavoisier avec lequel il collabore à la rédaction de la Méthode de nomenclature chimique en 1787. Bien que son nom apparaisse dans de nombreux écrits de chimie, de physiologie et de pathologie, seul ou comme coauteur, il s'est surtout consacré à ca carrière d'enseignant et d'administrateur. Il fut néanmoins l'un des promoteurs de la "chimie animale", ou chimie biologique, branche dans laquelle il s'illustra aux côtés de son protégé, ami et collaborateur Louis-Nicolas Vauquelin.
En 1789, favorable aux idées révolutionnaires, il participe à la rédaction des cahiers du tiers état, et, en 1791, publie un périodique : La médecine éclairée par les Sciences physiques. En novembre, il est élu adjoint au secrétaire perpétuel de l'Académie des sciences, Nicolas de Condorcet, et devient directeur de la Société de médecine, puis de la Société d'agriculture. En 1792, il est nommé régisseur des Poudres et des Salpêtres et, au début de 1793, administrateur du département de Paris. Mais c'est surtout l'instruction publique qui l'intéresse.
En 1792, il est élu quatrième député suppléant de Paris à la Convention nationale. Lorsque Turreau lui demande un gaz capable de tuer en une seule fois quelques centaines de Vendéens enfermés dans un lieu clos, comme une église, Fourcroy lui répond que ce gaz n’existe pas. Les moyens utilisés n'offriront que très peu de résultats et seront abandonnés. Le 25 juillet 1793, il remplace Marat, qui a été assassiné le 13 juillet, à la Convention nationale, et il est élu au Comité d'instruction publique. Il soutient le plan d'éducation de Le Peletier et soutient l'épuration des académies de médecine et des sciences. Des calomnies iront jusqu'à l'accuser d'avoir provoqué la mort de Lavoisier ou, pour le moins, de n'avoir rien fait pour le sauver, ce qui s'est révélé inexact.
Le 1er septembre 1794, il est élu au Comité de salut public, où il siège jusqu'au 3 juin 1795. Il participe à l'élaboration du Traité de Bâle (5 avril 1795). Il est chargé des Poudres et Salpêtres. Il développe un plan d'éducation et d'emblée milite pour la création de l'École centrale des travaux publics (qui deviendra en 1796, l'École polytechnique), de l'Institut national des sciences et arts (fin 1795) ainsi que de plusieurs écoles de médecine. Son discours en faveur de la création de l’École polytechnique est une attaque en règle contre les Royalistes :

« Tandis que les Conspirateurs voulaient faire disparaître de la France les Lumières, dont ils redoutaient l'influence, la Convention Nationale s'opposait de toute sa force aux efforts de ces barbares. Vos comités de Salut Public et d'Instruction Publique ont recueilli trop de preuves et rassemblé trop de faits pour qu'il soit permis de douter de l'existence d'une conjuration contre les progrès de la Raison humaine ; il leur est démontré qu'un des plans des conspirateurs était d'anéantir les sciences et les arts (...) avec la coupable espérance de priver la France d'ingénieurs et d'artilleurs instruits, de généraux éclairés, de marins habiles, de la faire manquer d'armes, de poudre et de vaisseaux, de laisser les places et les ports sans moyen de défense, et de donner ainsi à nos ennemis des avantages certains et des victoires faciles... »

— Fourcroy, Discours du 3 Vendémiaire an III
En novembre 1795, il est élu par la Sarthe au Conseil des Anciens, où il siège jusqu'en mai 1797. Après le 18 brumaire, le Premier Consul l'appelle à siéger au Conseil d'État le 25 décembre 1799. Le 20 septembre 1802, il est nommé directeur général de l'Instruction publique, succédant à Pierre-Louis Roederer. C'est une époque très brillante sur le plan politique, qui lui permet de parachever l’œuvre entreprise dans la décennie précédente. Conseiller d'État, il se rend notamment en Vendée et rédige un compte rendu sur la situation de la région en janvier 1801, peu après la paix provisoire conclue par Napoléon Bonaparte. Il est fait membre de la Légion d'honneur le 2 septembre 1803, puis commandeur le 14 juin 1804. Il travaille à l'élaboration de l'Université impériale, décrétée le 10 mai 1806 mais qui ne prendra forme qu'en 1808. Espérant alors en être nommé grand maître, c'est finalement Louis de Fontanes qui acquiert ce poste.
C'est dans le laboratoire de Fourcroy que Bernard Courtois fait ses premières armes dès 1798.
Élevé au titre de comte d'Empire en avril 1808, il est nommé Directeur général des Mines. Mais il tombe malade et meurt d'une crise cardiaque le 16 décembre 1809, usé par le travail et miné par le chagrin. Il est inhumé au cimetière du Père-Lachaise (11e division).
Ses obsèques eurent lieu en grande pompe le 20 décembre 1809 à l'église Saint Médard et les cours furent suspendus dans tous les lycées de Paris. En janvier 1812, au cimetière du Père Lachaise, sur le tombeau de Fourcroy, fut élevé un monument funéraire avec son buste en marbre blanc, toujours visible.
C'est Georges Cuvier, secrétaire perpétuel de l'Académie des Sciences, qui prononça son éloge dans la séance de l'Académie du 7 janvier 1811.

« Ce qui domine chez Fourcroy, ce sont ses qualités de cœur, sa
générosité, alliées à une vive intelligence et à une puissance de travail considérable. Peut-être cette intelligence était-elle un peu
superficielle, mais, si certaines de ses conclusions ne sont pas toujours exactes, il avait une vue juste des problèmes. Il avait une
grande probité intellectuelle et morale, mais des faiblesses dans l'adversité, une trop grande sensibilité et une impatience qui lui
inspiraient des paroles qu'il regrettait immédiatement après. C'est ainsi que s'il avait de nombreux amis qui lui restèrent fidèles, il se créa des ennemis irréductibles, tel Thénard, dont il avait cependant favorisé la carrière. »

— Georges Kersaint, Antoine-François de Fourcroy, 1967, p.591.

## Son rôle dans l'Instruction publique

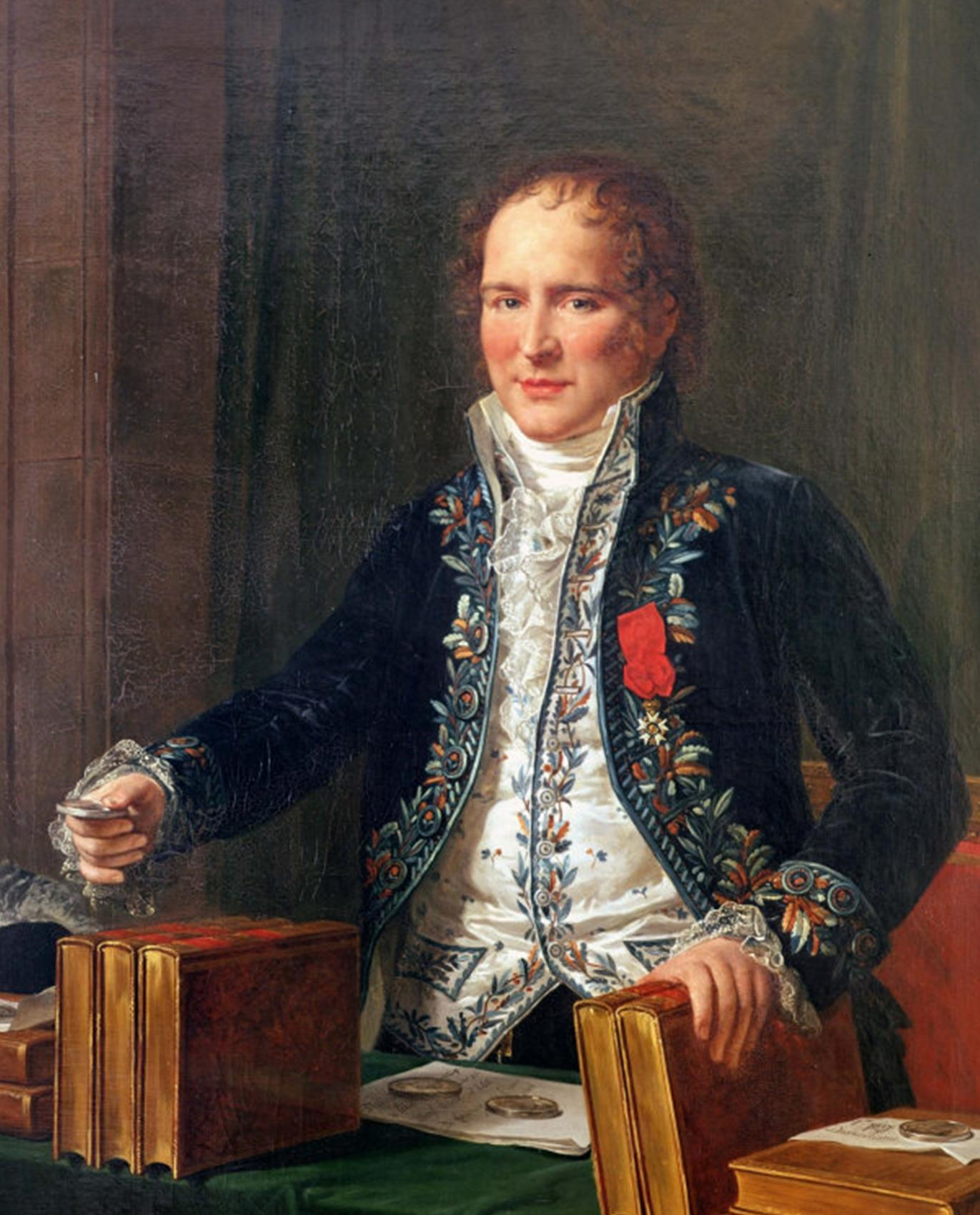
Portrait d'Antoine François Fourcroy par Anicet-Charles-Gabriel Lemonnier

Fourcroy a été très actif dans l'organisation de l'instruction publique et a pris une grande part dans l'établissement de programmes scientifiques y compris pour les écoles primaires et secondaires.
Il a participé à l'élaboration des lois générales qui ont structuré l'enseignement public français :
- décret du 14 frimaire an III [4 décembre 1794] créant les écoles de santé à Paris, Montpellier et Strasbourg, en remplacement des anciennes facultés de médecine;
- loi du 3 brumaire an IV : écoles centrales ;
- création des écoles révolutionnaires en formation accélérée qui devaient permettre de faire face aux manques provoqués par la suppression des établissements royaux le 18 août 1792 ;
- création de l'Institut.
- loi du 11 floréal de l'an X : création des lycées destinés à remplacer les écoles centrales ;
- loi du 19 ventôse an XI (10 mars 1803) réorganisant les études et la profession médicales[10] ;
- loi du 10 germinal an XI (31 mars 1803) complétant la précédente ;
- loi du 21 Germinal an XI (11 avril 1803) sur l’organisation et la police de la pharmacie[11];
- loi du 10 mai 1806 : création du corps enseignant pour la future Université impériale ;
- décret du 17 mars 1808 : fixe le fonctionnement de l'Université de France.

Il a également joué un rôle capital auprès de nombreuses fondations particulières :
- professeur au Jardin du roi, il a été l'artisan de la création du Muséum d'histoire naturelle, a préparé le texte de la loi du 10 juin 1793 et fondé les Annales ;
- il a été cofondateur de l'École polytechnique et a participé à ses réorganisations successives ;
- il fut le premier titulaire de la chaire de chimie et de pharmacie ;
- il protégea et conseilla la corporation des pharmaciens qui fut la seule à conserver son statut et fut nommé rédacteur en chef du Journal de pharmacie ;

Fourcroy a mené à bien plusieurs grandes missions dans les départements de l'Ouest et du Nord pendant le Consulat et, pendant l'époque impériale, il a réalisé une tournée d'inspection des lycées nouvellement créés.
Le 14 novembre 1810, dans son discours pour la rentrée des écoles, le Doyen de la Faculté de médecine de Paris, Jean-Jacques Leroux, prononça un éloge de Fourcroy en présence de Fontanes:
« Si l’on demande un jour par quelles mains, à une époque où la barbarie menaçait de couvrir la France de ses ténèbres, fut conservé le dépôt des sciences, qui conçut la première idée des Ecoles Normales, par qui le Muséum d’Histoire Naturelle fut préservé de la ruine, par qui furent créés l’Ecole Polytechnique, l’Ecole des Mines, les Lycées ; enfin qui eut le plus de part à l’établissement des Ecoles spéciales, particulièrement des Ecoles de Médecine ? dans les Académies, dans les hôpitaux, dans les armées, sur tous les points de l’Empire, des milliers de voix répondront et nommeront Fourcroy. »

## Travaux scientifiques
Hormis ses travaux sur la nomenclature chimique, Fourcroy est considéré comme ayant participé à la découverte de l'iridium. En 1803, il observe en compagnie de Louis-Nicolas Vauquelin qu'après dissolution du platine dans l'eau régale, un résidu noir insoluble et difficilement fusible apparaissait,. Ils ne parviennent cependant pas à obtenir une quantité suffisante de ce nouveau matériau, qui est découvert par Smithson Tennant en 1804.
Avec Louis-Nicolas Vauquelin, ils identifient dans des résidus de platine de l'osmium qu'ils nomment « ptène » : « nous en avions tiré le nom de ptène, auquel celui d’osmium, que nous préférons, a été substitué,. »

## Distinctions
- Commandeur de la Légion d'honneur

## Descendance
En 1780,  Antoine Fourcroy épouse la fille d'un maître de forges, Anne Claudine Bettinger, dont il a deux enfants puis divorce en 1799 pour épouser en janvier 1800, la veuve de Charles de Wailly, née Adélaïde-Flore Belleville. 
De cette première union, naquit d'abord Nicolas, né à Paris le 23 mai 1786, élève du Prytanée puis de l'Ecole Polytechnique, qui fut tué à la Bataille de Lützen (1813) le 2 mai 1813, membre de la Légion d'Honneur. 
Vint ensuite Apolline, née le 17 mars 1782 à Paris, qui se maria le 9 mai 1799 (20 Floréal an 7) à Tulle avec Alexandre Floucaud, né le 26 juin 1775. De cette union naquit le 8 décembre 1800 (17 frimaire an 9) à Tulle, Eugène Antoine Nicolas Floucaud, ingénieur de l' École nationale des ponts et chaussées, qui fut autorisé par décret impérial du 6 juin 1855 à prendre le nom de Floucaud de Fourcroy. D'Apolline de Fourcroy (1782-1839) est issue la seule branche des descendants d'Antoine Fourcroy.

## Publications

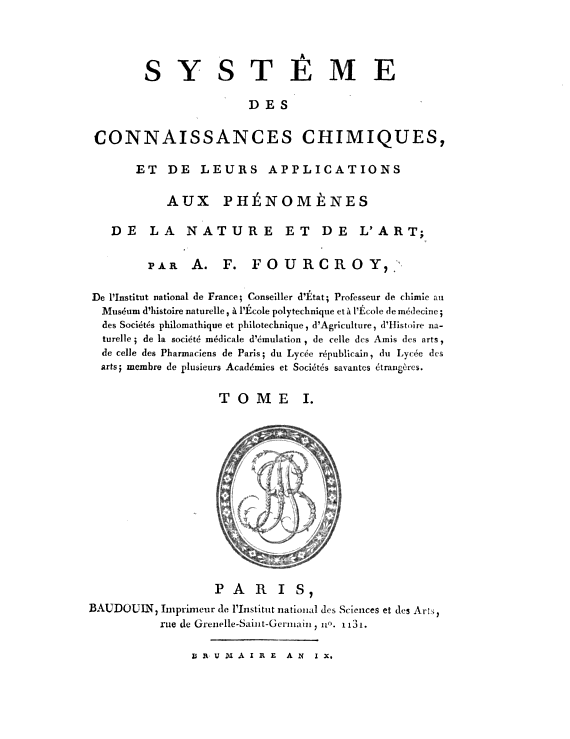
Page titre de la dernière œuvre de Foucroy.

- Antoine François Fourcroy, Essai sur les maladies des artisans, traduit du latin de RAMAZZINI, avec des notes et des additions, Paris, Moutard,1777
- Antoine François Fourcroy, Élémens d'histoire naturelle et de chimie, Chez Cuchet, 1782
- Antoine François Fourcroy, Entomologia Parisiensis, Paris, 1785
- Antoine François Fourcroy, L'Art de connoitre et d'employer les médicamens dans les maladies qui attaquent le corps humain, Paris, 1785
- Antoine François Fourcroy, Philosophie chimique : Vérités fondamentales de la chimie moderne, disposées dans un nouvel ordre, Imprimerie de Cl. Simon, 1792, 128 p.
- Discours sur l'état actuel des sciences et des arts dans la République française. Prononcé à l'ouverture du Lycée des arts le dimanche 7 avril 1793, l'an second de la République. Par A. F. Fourcroy, et imprimé par ordre du Conseil-général. - [Paris] [s.n.] 1793. [BM de Senlis]
- Antoine François Fourcroy, Rapport fait au nom du comité de salut public sur les arts qui ont servi à la défense, et sur le nouveau procédé de tannage découvert par le citoyen Armand Séguin : à la Convention nationale, dans la séance du 14 nivôse an III, et imprimé par ordre de la Convention nationale, Paris, Imprimerie nationale, 1793, 36 p. (lire en ligne)'
- Antoine François Fourcroy, Système des connaissances chimiques et de leurs applications aux phénomènes de la nature et de l'art, Baudouin, 1801 (11 volumes), imprimeur de l'institut national des sciences et des arts, brumaire an IX

## Honneurs
L'astéroïde (13180) Fourcroy porte son nom.
La rue Fourcroy lui rend hommage à Paris 17e depuis 1867.